# Domenico Leoni
Domenico Leoni detto Moro (Cinigiano, 13 giugno 1876 – Monticello Amiata, 5 marzo 1964) è stato un fantino italiano.
Moro, di professione boscaiolo, disputò il Palio di Siena in diciotto occasioni, riuscendo a vincere due volte: il 13 settembre 1910 per la Torre, ed il 16 agosto 1919 per la Selva. Moro era il padre di un altro fantino: Fernando Leoni detto Ganascia, uno dei più grandi fantini del Palio e vincitore in otto occasioni.
Leoni fu noto anche con altri soprannomi: Morino, Spannocchia e Staccibene. Il suo soprannome Moro è stato uno dei più usati nella storia del Palio. Oltre a Leoni, altri tre fantini vantano questo nomignolo: Emilio Mannucci e Sabatino Guerrini che corsero alla fine dell'Ottocento, e più recentemente Giovanni Cuccui. A questi andrebbe aggiunto pure il famoso Genesio Sampieri detto Il Moro, vincitore di quattro carriere.

## Presenze al Palio di Siena
Le vittorie sono evidenziate ed indicate in neretto.
| Palio             | Contrada     | Cavallo                |
| ----------------- | ------------ | ---------------------- |
| 16 agosto 1909    | Torre        | Gobba                  |
| 17 agosto 1909    | Lupa         | Stella                 |
| 3 luglio 1910     | Nicchio      | Morello di A. Tonini   |
| 16 agosto 1910    | Valdimontone | Grigio di F. Bernini   |
| 13 settembre 1910 | Torre        | Gobba                  |
| 2 luglio 1911     | Torre        | Stornino               |
| 16 agosto 1911    | Pantera      | Baio di E. Fontani     |
| 16 agosto 1912    | Valdimontone | Baio di G. Pianigiani  |
| 2 luglio 1914     | Onda         | Morello di F. Anichini |
| 16 agosto 1919    | Selva        | Stellina               |
| 17 agosto 1919    | Chiocciola   | Baio di A. Mantovani   |
| 2 luglio 1920     | Selva        | Sauro di B. Pepi       |
| 17 agosto 1920    | Chiocciola   | Grigio di A. Pieri     |
| 2 luglio 1921     | Bruco        | Baio di A. Furi        |
| 16 agosto 1921    | Tartuca      | Baio di L. Franci      |
| 2 luglio 1922     | Civetta      | Sauro di R. Isirdi     |
| 2 luglio 1923     | Onda         | Baio di A. Mantovani   |
| 2 luglio 1924     | Onda         | Grigio di G. Sampieri  |
| 16 agosto 1924    | Aquila       | Baio di R.Mariottini   |